# Гордон, Борис Моисеевич
Бори́с Моисе́евич Гордо́н (1896—1937) — ответственный сотрудник ГПУ-НКВД СССР, резидент иностранного отдела ГУГБ НКВД в Берлине, старший майор государственной безопасности (1936). Расстрелян в 1937 году в    «особом порядке». Реабилитирован посмертно.

## Биография
Родился в городе Двинск в еврейской пролетарской семье; отец Абрам-Мовша Шаевич-Герцевич Гордон был рабочим кожевенного завода, мать — Душа Иоселевна Гордон. Семья жила на Друйской улице в доме Гарве, кв. 7. В 1911 году по окончании 7 классов торговой школы поступил на службу в качестве счетовода на мануфактурный склад 3. Я. Вестермана. Осенью 1915 года призван в Русскую императорскую армию, служил рядовым в 178-м пехотном запасном батальоне в городе Старая Русса. В начале 1916 года демобилизован по болезни и выехал в Елец, куда к тому времени были выселены его родители. Работал счетоводом на мельнице.
С марта 1917 года член партии «Поалей цион», с 1918 года член РКП(б). В 1919 года назначен инструктором Центрального бюро еврейских коммунистических секций РКП(б), затем работал в Тамбове заведующим губернским отделом по делам национальностей и по совместительству в подотделе национальных меньшинств губернского отдела народного образования.
Во время конного рейда К. К. Мамонтова был направлен в город Елец, где принимал участие в боевых действиях, после чего был командирован в Елецкую ЧК. Работал младшим следователем, затем старшим следователем. В конце 1919 года принимал участие в ликвидации кулацких восстаний в Елецком уезде. В июне 1920 года переведен в Орловскую губернскую ЧК, где работал уполномоченным по борьбе со спекуляцией и преступлениями по должности, уполномоченным по общим делам, членом коллегии районной транспортной ЧК, начальником секретно-оперативного отдела (СОО) и заместителем председателя губернской ЧК. В июле 1921 года направлен в распоряжение ВЧК по Туркестану, где был назначен заведующим СОО и заместителем председателя областной ЧК в городе Верном Семиреченской области. В январе 1922 года переведён в г.Ташкент заведующим СОО и заместителем председателя ЧК Туркестанской республики. С мая 1923 года начальник секретного отдела (СО), с июня по совместительству начальник секретно-оперативной части (СОЧ), а с июля и начальник Восточного отдела Полномочного представительства (ПП) ОГПУ по Средней Азии. 2 декабря 1923 года освобождён от должности начальника СО, оставаясь начальником СОЧ и Восточного отдела. В этот же период был членом коллегии НК юстиции Туркестанской АССР, заведующим информотделом СНК, ЦИК и Экономического совета Туркреспублики. В декабре 1924 года по ходатайству Б. М. Гордона он был отозван в Москву и назначен начальником Архангельского губернского отдела ОГПУ. В 1927—1928 годах начальник Курского губотдела ОГПУ. С 1929 года заместитель ПП ОГПУ по Центрально-Чернозёмной области. В 1930—1931 годах начальник секретно-оперативного управления (СОУ) ПП ОГПУ по Московской области. В 1932 году управляющий делами МК ВКП(б). С декабря 1932 по декабрь 1933 года слушатель Института красной профессуры мирового хозяйства и мировой политики.
В 1933 году переводится в Иностранный отдел (ИНО) ОГПУ СССР. С декабря 1934 года легальный резидент ИНО в Берлине (псевдоним)ы «Рудольф», «Густав») под прикрытием должности сперва атташе, а с августа 1935 года 2-го секретаря полпредства СССР в Германии. Привлёк к сотрудничеству с советской разведкой ряд ценных источников, в том числе крупного чиновника Министерства экономики доктора Арвида Харнака (псевдоним «Корсиканец»), возглавившего позднее подпольную антифашистскую сеть, известную как «Красная капелла». Помимо разведывательной деятельности плодотворно действовал и на должности прикрытия, активно работая с контингентом советской колонии в Германии, насчитывавшей в тот период около двух тысяч человек. Избирался секретарём парткома полпредства и парторгом колонии. В феврале — марте 1937 года в этом качестве присутствовал на Пленуме ЦК ВКП(б) в Москве.
В мае 1937 года отозван в СССР, на его место переведён из парижской резидентуры Александр Агаянц. Арестован 20 июня 1937 года. Внесён в Сталинский расстрельный список «Москва-центр» от 20 августа 1937 года в «особом порядке» ("за" 1-ю категорию Сталин, Косиор, Молотов, Каганович, Ворошилов). Оформлен к ВМН в «особом порядке» Комиссией НКВД СССР, Прокуратуры СССР и Военной коллегии Верховного суда СССР по обвинению в «шпионаже» и «за связь с врагом народа Артузовым». Расстрелян в день оформления приговора 21 августа 1937 года. Всего в тот день по списку было расстреляно 38 сотрудников НКВД, в том числе известные разведчики  А. Х. Артузов, О. О. Штейнбрюк, Ф. Я. Карин, М. С. Горб, М. Н. Бельский-Минц,  А. С. Бакони, С. И. Чацкий, В. А. Илинич, Ф. Я. Яфедов и др.  Место захоронения —«могила невостребованных прахов №1    крематория Донского кладбища. Реабилитирован определением ВКВС СССР от 16 сентября 1967 года - приговор отменён и дело прекращено за отсутствием состава преступления.

### Адрес
Москва, Колокольников переулок, дом 8, квартира 4.

### Звания
- старший майор государственной безопасности, 20.12.1936.

### Награды
Награждён грамотой Коллегии ОГПУ и маузером с надписью «За беспощадную борьбу с контрреволюцией» (1927), знаком «Почётный работник ВЧК — ГПУ».